# Schondorf am Ammersee
Schondorf am Ammersee – miejscowość i gmina w Niemczech, w kraju związkowym Bawaria, w rejencji Górna Bawaria, w regionie Monachium, w powiecie Landsberg am Lech, siedziba wspólnoty administracyjnej Schondorf am Ammersee. Leży około 15 km na wschód od Landsberg am Lech, nad jeziorem Ammersee, przy linii kolejowej Augsburg - Weilheim in Oberbayern.

## Demografia
| Rok  | Liczba mieszk. |
| ---- | -------------- |
| 1970 | 2 004          |
| 1987 | 2 930          |
| 2000 | 3 629          |
| 2005 | 3 904          |

## Struktura wiekowa
Dane o ludności z 31 grudnia 2008:
| Opis                                | Ogółem | Ogółem | Kobiety | Kobiety | Mężczyźni | Mężczyźni |
| ----------------------------------- | ------ | ------ | ------- | ------- | --------- | --------- |
| Jednostka                           | osób   | %      | osób    | %       | osób      | %         |
| Populacja                           | 3913   | 100    | 2015    | 51,5    | 1898      | 48,5      |
| Wiek przedprodukcyjny (0–17 lat)    | 744    | 19,01  | 375     | 9,58    | 369       | 9,43      |
| Wiek produkcyjny (18–65 lat)        | 2422   | 61,9   | 1238    | 31,64   | 1184      | 30,26     |
| Wiek poprodukcyjny (powyżej 65 lat) | 747    | 19,09  | 402     | 10,27   | 345       | 8,82      |

## Polityka
Wójtem gminy jest Peter Wittmaack, rada gminy składa się z 16 osób.
|      | CSU | SPD | FWG | Zieloni | Razem |
| 2008 | 7   | 3   | 3   | 3       | 16    |
| 2002 | 8   | 3   | 5   | -       | 16    |